# Юрий Шулман
Юрий Шулман (на английски: Yury Shulman, понякога Yuri Shulman; на руски: Юрий Шульман) е американски шахматист, гросмайстор и треньор.

## Биография
Шулман започва официални шахматни уроци с треньор Тамара Головей, когато е на шест години. На 12-годишна възраст започва тренировки под ръководството на международен майстор Алберт Капенгут и впоследствие с Борис Гелфанд. Получава гросмайсторско звание през 1995 г. През 1999 г. емигрира в САЩ, за да учи в университета на Тексас в Далас, трикратен национален колежански отборен шампион по шахмат.
Шулман завършва Държавната академия по спорт на Беларус и има бакалавърска степен по компютърни науки и магистратура по бизнес администрация в областта на финансите от Университета в Тексас, Далас.
Шулман е сред най-силните шахматисти в САЩ, откакто емигрира в тази страна. Поделя първо място на „World Open 2001“, вицешампион е на САЩ през 2006 г. и победител в откритото първенство на страната същата година. Шулман също поделя трето място в първенството на САЩ през 2007 г. и се класира за Световното първенство през 2007 г. На 21 май 2008 г. най-накрая спечелва първенството на САЩ.

## Турнирни резултати
- 2008 – Монреал (1 м. на 9-ия международен турнир „Empresa“)[1]
- 2008 – Ледярд (1 м. на открития турнир „Foxwoods“ след победа в плейофа над Александър Иванов)[2]

## Благотворителност
Шулман е основател на „Международното училище по шахмат Юрий Шулман“. Американецът и неговата доброволческа общност използват шахмата, като средство за благотворителни каузи. През май 2007 г. Шулман също официално основава нетърговската органицация „ГМ Шулман, шахмат без граници“, чрез която да продължи благотворителните си усилия.
Шахматистът живее в Барингтон, щата Илинойс, където преподава шахмат.

## Външни прератки
- ((en)) Профил във ФИДЕ
- ((en)) Партии на сайта chessgames.com
- ((en)) Интересни ситуации от партии на Шулман[неработеща препратка]

| Портал | Портал „Шахмат“ съдържа още статии, свързани с играта-спорт. Можете да се включите към Уикипроект „Шахмат“. |

|  | Тази страница частично или изцяло представлява превод на страницата Yury Shulman в Уикипедия на английски. Оригиналният текст, както и този превод, са защитени от Лиценза „Криейтив Комънс – Признание – Споделяне на споделеното“, а за съдържание, създадено преди юни 2009 година – от Лиценза за свободна документация на ГНУ. Прегледайте историята на редакциите на оригиналната страница, както и на преводната страница, за да видите списъка на съавторите. ВАЖНО: Този шаблон се отнася единствено до авторските права върху съдържанието на статията. Добавянето му не отменя изискването да се посочват конкретни източници на твърденията, които да бъдат благонадеждни. |